# Apanteles lanassa
Apanteles lanassa är en stekelart som beskrevs av Nixon 1965. Apanteles lanassa ingår i släktet Apanteles och familjen bracksteklar. Inga underarter finns listade i Catalogue of Life.